# Анальна пробка

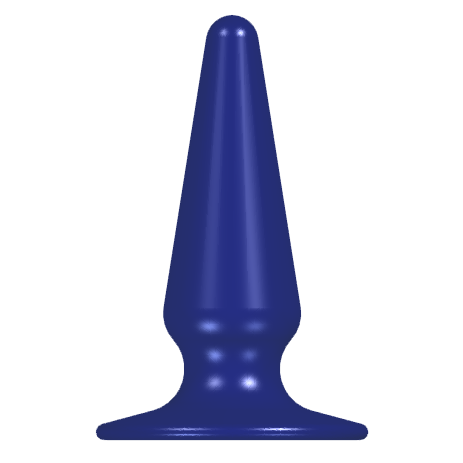
Анальна пробка

Анальна пробка, анальний корок, плаг — сексуальна іграшка, призначена для введення в анальний отвір. Зазвичай відрізняється від фалоімітаторів меншим розміром та наявністю розширення біля основи, що перешкоджає проникненню анальної пробки вглиб кишки. Існують анальні пробки-вібратори.

## Застосування
Анальна пробка застосовується як чоловіками, так і жінками. Може служити для стимуляції ануса, розслаблення перед анальним сексом або для звуження вагіни (наприклад, коли м'язи вагіни ослаблені після пологів; для посилення відчуттів під час сексу і прискорення настання оргазму в жінки). Анальна пробка особливої зігнутої форми може застосовуватися для масажу простати.
Правила експлуатації анальної пробки рекомендують використовувати її з лубрикантами. Найбільш підхожим є лубрикант на силіконовій основі, позаяк у прямій кишці, на відміну від вагіни, відсутня природна секреція, а силіконові лубриканти забезпечують найтриваліше ковзання. Ба більше, якщо мастило концентроване, достатньо його невеликої кількості.

## Дизайн
Вони розрізняються за формою, розмірами, кольором, їх виготовляють з силікону, латексу, дерева, скла, металу та інших матеріалів. Існують моделі, обладнані вібрувальним пристроєм або й навіть механізмом «еякуляції».